# Leucadendron loeriense
Leucadendron loeriense är en tvåhjärtbladig växtart som beskrevs av I. Williams. Leucadendron loeriense ingår i släktet Leucadendron och familjen Proteaceae. Inga underarter finns listade i Catalogue of Life.